# 충화면
충화면(忠化面)은 대한민국 충청남도 부여군의 면이다.

## 행정 구역
- 천당리(天堂里): 행정복지센터 소재지.
- 가화리(可化里)
- 만지리(晩智里)
- 복금리(福金里)
- 오덕리(五德里)
- 지석리(支石里)
- 청남리(靑南里)
- 팔충리(八忠里)
- 현미리(玄眉里)